# Evenwood
Evenwood är en ort i Storbritannien.   Den ligger i kommunen Durham i riksdelen England, i den centrala delen av landet, 400 km norr om huvudstaden London. Evenwood ligger 165 meter över havet och antalet invånare är 1 716.
Terrängen runt Evenwood är lite kuperad. Runt Evenwood är det ganska glesbefolkat, med 30 invånare per kvadratkilometer. Närmaste större samhälle är Darlington, 17,4 km sydost om Evenwood. Trakten runt Evenwood består till största delen av jordbruksmark.